# Чемпионат Новой Зеландии по кёрлингу среди женщин 2014
Чемпионат Новой Зеландии по кёрлингу среди женщин 2014 проводился с 11 по 13 июля 2014 в городе Несби на арене «Maniototo Curling International» (MCI).
В чемпионате принимало участие 3 команды.
Победителями чемпионата стала команда скипа Wendy Becker (Wendy Becker стала чемпионом среди женщин во 2-й раз и как скип, и как игрок), победившая в финале команду скипа Chelsea Farley. Бронзовые медали завоевала команда скипа Бриджет Бекер.
Также вне зачёта участвовала одна смешанная команда (скип Хэмиш Уокер). У женских команд в зачёт шли результаты матчей только с другими женскими командами.
Одновременно и там же проходил Чемпионат Новой Зеландии по кёрлингу среди мужчин 2014.

## Формат соревнований
На первом, групповом этапе команды играют между собой по круговой системе в два круга. При равенстве количества побед у двух команд они ранжируются между собой по результату личной встречи, при равенстве количества побед у трёх или более команд — по результатам суммы тестовых бросков в дом (англ. Draw Shot Challenge, DSC, в сантиметрах; чем меньше величина, тем выше место команды). Две лучшие команды выходят во второй этап, плей-офф, где играют в финале.
Матчи группового этапа играются в 8 эндов, финал — в 10 эндов.

## Составы команд
| Четвёртый                         | Третий            | Второй       | Первый           |
| --------------------------------- | ----------------- | ------------ | ---------------- |
| Бриджет Бекер                     | Мариса Джонс      | Kelsi Heath  | Waverley Taylor  |
| Wendy Becker                      | Liz Matthews      | Cass Becker  | Kathy-Jo Dobson  |
| Chelsea Farley                    | Тивия Джеяранджан | Tessa Farley | Элеанор Адвьенто |
| Смешанная команда (mixed curling) |                   |              |                  |
| Хэмиш Уокер                       | Bailey Dowling    | Кортни Смит  | Tash Whyte       |

(скипы выделены полужирным шрифтом)

## Групповой этап
|   | Команда        | 1         | 2        | 3         | 4         | В | П | DSC, см | Место |
| - | -------------- | --------- | -------- | --------- | --------- | - | - | ------- | ----- |
| 1 | Бриджет Бекер  | *         | 9:5 4:7  | 5:7 5:8   | 14:4 12:5 | 1 | 3 | 27,4    | 3     |
| 2 | Wendy Becker   | 5:9 7:4   | *        | 9:4       | 17:0 8:4  | 2 | 1 | 74,2    | 1     |
| 3 | Chelsea Farley | 7:5 8:5   | 4:9      | *         | 11:7 15:3 | 2 | 1 | 122,0   | 2     |
| 4 | Хэмиш Уокер    | 4:14 5:12 | 0:17 4:8 | 7:11 3:15 | *         | 0 | 6 | 101,8   | —     |

     команды, выходящие в финал плей-офф
У женских команд в количестве побед и поражений учтены только матчи с другими женскими командами.
Матч 2-го круга между командами Wendy Becker и Chelsea Farley не игрался по взаимной договоренности.

## Плей-офф
Финал. 13 июля, 9:00
| Площадка C     | 1 | 2 | 3 | 4 | 5 | 6 | 7 | 8 | 9 | 10 | Всего |
| Wendy Becker   | 0 | 3 | 0 | 0 | 2 | 0 | 0 | 1 | 1 | 2  | 9     |
| Chelsea Farley | 1 | 0 | 2 | 3 | 0 | 1 | 1 | 0 | 0 | 0  | 8     |

## Итоговая классификация
| М | Команда        | И | В | П |
| - | -------------- | - | - | - |
| 1 | Wendy Becker   | 4 | 3 | 1 |
| 2 | Chelsea Farley | 4 | 2 | 2 |
| 3 | Бриджет Бекер  | 4 | 1 | 3 |
| — | Хэмиш Уокер    | 6 | 0 | 6 |